# David López (wielrenner)
David López García (Barakaldo, 13 mei 1981) is een voormalig Spaans wielrenner die gereden heeft voor Cafés Baqué, Euskaltel-Euskadi, Movistar en Team Sky. López stond voornamelijk bekend om zijn klimmerscapaciteiten. Hij behaalde zijn grootste overwinning in de Ronde van Spanje van 2010, waar hij een etappe wist te winnen.

## Overwinningen
2007
5e etappe Ronde van Duitsland
2010
9e etappe Ronde van Spanje
2013
6e etappe Eneco Tour

## Resultaten in voornaamste wedstrijden
| Jaar | Ronde van Italië | Ronde van Frankrijk | Ronde van Spanje |
| ---- | ---------------- | ------------------- | ---------------- |
| 2003 |                  |                     | 47e              |
| 2004 |                  |                     |                  |
| 2005 | opgave           |                     | 75e              |
| 2006 | 40e              | opgave              |                  |
| 2007 |                  |                     | 14e              |
| 2008 |                  | 51e                 |                  |
| 2009 | opgave           |                     | 40e              |
| 2010 |                  |                     | 42e (1)          |
| 2011 |                  |                     | opgave           |
| 2013 |                  | 127e                |                  |
| 2014 |                  | 105e                |                  |
| 2016 | 69e              |                     | 60e              |
| 2017 |                  |                     | 66e              |
| 2018 |                  |                     |                  |

| Jaar | Milaan-San Remo | Amstel Gold Race | Luik-Bast.‑Luik | Ronde van Lombardije | Waalse Pijl | Clásica San Sebastián |  | Wereldranglijsten |
| ---- | --------------- | ---------------- | --------------- | -------------------- | ----------- | --------------------- |  | ----------------- |
| 2003 |                 |                  |                 |                      |             |                       |  |                   |
| 2004 |                 |                  |                 |                      |             | 43e                   |  |                   |
| 2005 | 83e             |                  |                 | opgave               |             |                       |  |                   |
| 2006 | 82e             |                  |                 |                      |             |                       |  |                   |
| 2007 |                 | 103e             | 30e             |                      | 100e        | 66e                   |  | 28e (UPT)         |
| 2008 |                 | 96e              |                 |                      |             |                       |  | 49e (UPT)         |
| 2009 |                 |                  |                 |                      |             |                       |  |                   |
| 2010 |                 | opgave           | opgave          | opgave               | 92e         | 50e                   |  | 140e (UWK)        |
| 2011 |                 |                  | 27e             |                      |             | 30e                   |  | 102e (UWT)        |
| 2013 |                 |                  | 66e             |                      |             |                       |  | 62e (UWT)         |
| 2014 |                 |                  | opgave          | opgave               | 126e        | 50e                   |  |                   |
| 2016 |                 |                  |                 |                      |             | 113e                  |  |                   |
| 2017 |                 |                  |                 |                      |             | opgave                |  | 288e (UWT)        |
| 2018 |                 |                  |                 |                      |             | opgave                |  | 364e (UWT)        |

## Ploegen
- 2003 –  Labarca 2-Cafés Baque
- 2004 –  Cafés Baqué
- 2005 –  Euskaltel-Euskadi
- 2006 –  Euskaltel-Euskadi
- 2007 –  Caisse d'Epargne
- 2008 –  Caisse d'Epargne
- 2009 –  Caisse d'Epargne
- 2010 –  Caisse d'Epargne
- 2011 –  Movistar Team
- 2012 –  Movistar Team
- 2013 –  Sky ProCycling
- 2014 –  Team Sky
- 2015 –  Team Sky
- 2016 –  Team Sky
- 2017 –  Team Sky
- 2018 –  Team Sky